# Most nad Menem w Dettelbach
Most nad Menem w Dettelbach – most autostradowy na Menie, w ciągu autostrady A3 o długości 359 m.
Most zlokalizowany jest pomiędzy węzłami autostradowym Biebelried i Kitzingen. Rozciąga się on na północ od Kitzingen, 15 m nad lustrem Menu  oraz drogą nr 2270 z Dettelbach do Kitzingen. Został zbudowany między 1961 i 1963 rokiem. W ramach rozbudowy autostrady do drogi sześciopasmowej został przebudowany w latach 2000-2003.